# مالكوم نوكس
مالكوم نوكس (بالإنجليزية: Malcolm Knox)‏ (1966، سيدني في أستراليا)؛ صحفي وروائي أسترالي.